# Albert Bergeret
Pour les articles homonymes, voir Bergeret.
Albert Bergeret, né le 8 décembre 1859 à Gray et mort le 20 juin 1932 à Nancy, est un éditeur et imprimeur de cartes postales du début du XXe siècle, actif à Nancy. Il a également été un industriel d'art et membre du mouvement de l'École de Nancy, notamment via son implication dans le Comité directeur de l'Alliance.

## Biographie
Après une formation aux techniques de l'imprimerie et à la phototypie, Albert Bergeret travaille comme apprenti dans une maison d'arts graphiques de Paris en 1884 puis Jules Royer lui fait intégrer en 1886 les imprimeries Royer pour y diriger l'atelier de phototypie.

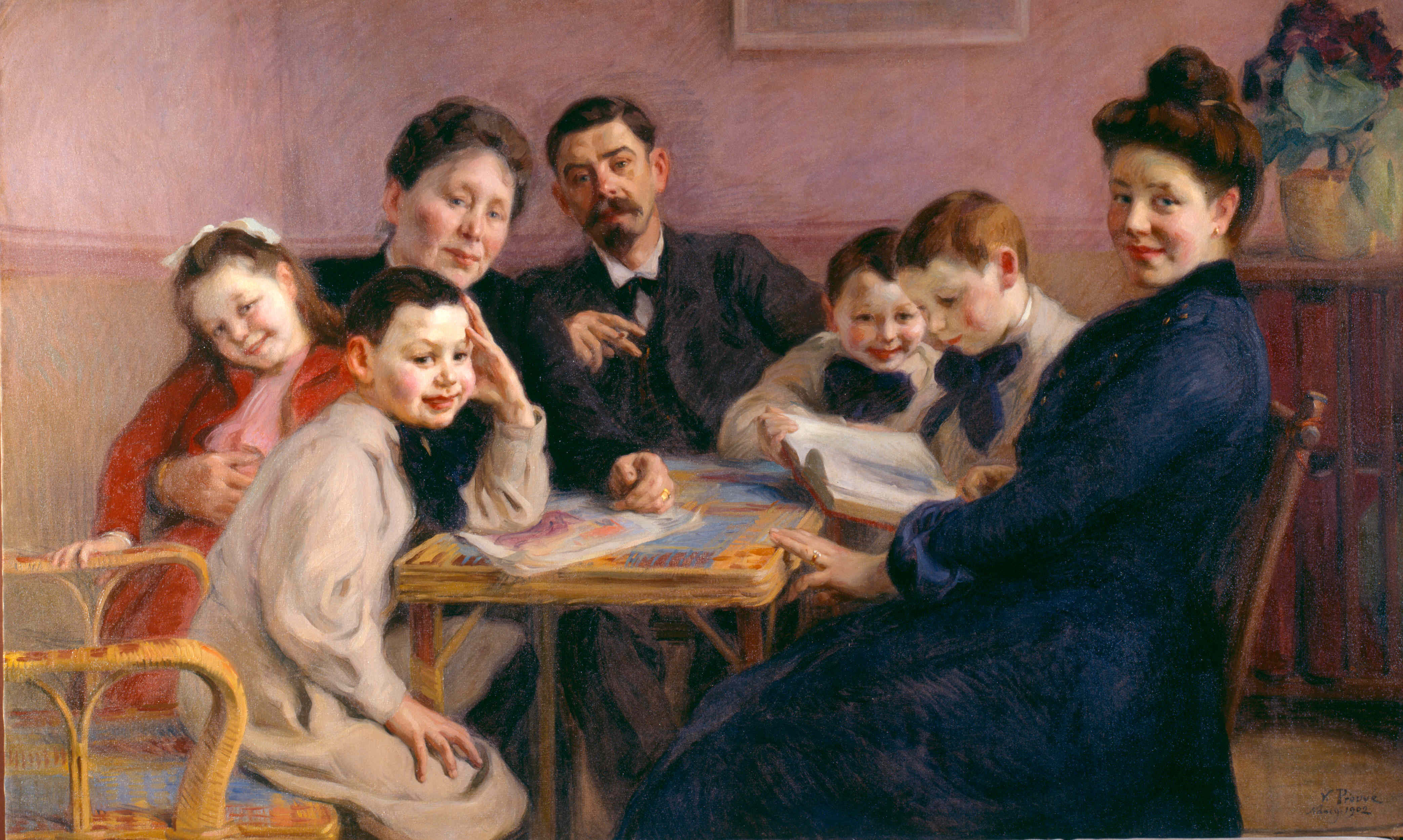
Victor Prouvé, Portrait de la famille Bergeret, Musée de l'École de Nancy.

Dès 1898, il s'installe à son compte pour développer la création de cartes postales : les Imprimeries A. Bergeret & Cie sont nées.
Son entreprise produit 25 millions de cartes en 1900 puis passe à 75 millions trois ans plus tard, soit 300 000 cartes par jour pour un total de 250 employés,,.
Il demande à l'architecte Lucien Weissenburger la construction de ses imprimeries (1901) et de sa demeure (1903-1904), en collaboration avec Eugène Vallin, Louis Majorelle, Victor Prouvé, Jacques Gruber et Joseph Janin qui participent à la riche décoration, faisant de la maison Bergeret l'une des plus belles villas de style École de Nancy au 24 rue Lionnois,.
En 1905, associé aux imprimeurs Humblot et Helmlinger, Bergeret fonde les Imprimeries réunies, qui emploie jusqu'à 400 personnes. Il adopte le slogan Oh ! ces cartes Bergeret...!! et fait notamment appel à Victor Prouvé pour une affiche publicitaire. La production s'articule sur le tourisme, essentiellement les lieux pittoresques de Lorraine, à l'École de Nancy et ses manifestations, notamment l'Exposition internationale de l'Est de la France de 1909. Albert Bergeret édite également de nombreuses cartes postales "fantaisie", qui s'inspirent des récréations photographiques proposées dans l'ouvrage qu'il a publié en 1891 avec Félix Drouin ; il est l'un des premiers éditeurs à proposer une carte postale inspirée de L'Angélus de Jean-François Millet en mettant en scène des enfants, carte qui a eu du succès. En 1902, une série de vingt cartes intitulées « Les femmes de l’Avenir » présentent de jolies figurantes photographiées dans le vêtement ou l'uniforme de fonctions qui leur restent encore fermées : garde champêtre, journaliste, militaire, médecin, avocate, député, maire …, cartes à visée comique sans aucune revendication féministe,.
Albert Bergeret abandonne toute activité en 1926. Il meurt le 20 juin 1932 à Nancy où il est inhumé dans le Cimetière du Sud.

## Ouvrages
- L'Ordre à la maison, ou Conseils pratiques pour la bonne administration des affaires domestiques. Première partie. I. De l'ordre dans nos papiers. II. De l'ordre dans nos comptes. III. De l'ordre dans nos bibliothèques. IV. De l'ordre dans nos souvenirs, Paris, Charles Mendel, coll. « Bibliothèque de "La Science en famille" », 1890, XVIII-94 p. ; seconde édition en 1893.
- avec Félix Drouin : Les récréations photographiques, Paris, Charles Mendel, 1891 (Lire en ligne)

Albert Bergeret et Félix Drouin proposent à leurs lecteurs les « passe-temps scientifiques les plus charmants » (photographier des éclairs ou des feux d'artifice ; fixer sur un papier photographique des cristallisations formées sur une plaque de verre laissée au froid, etc.) ainsi que de réaliser des photomontages ou un loto photographique, dans un but récréatif. L'ouvrage est réédité en 1893 (Lire en ligne).
- Nancy monumental et pittoresque. Album de 100 planches en phototypie  (préf. Christian Pfister), Nancy, Phototypie J. Royer, 1896, 9 p., 100 pl. (lire en ligne).

réédition commentée et annotée aux Éditions Jalon, 2018.
- Metz monumental & pittoresque. Album de 102 planches  (préf. Henri Collin), Nancy, J. Royer, 1897, 12 p, 102 pl. (lire en ligne)

réédition commentée et annotée aux Éditions Jalon, 2018.

## Galerie. Cartes postales des Imprimeries Réunies de Nancy

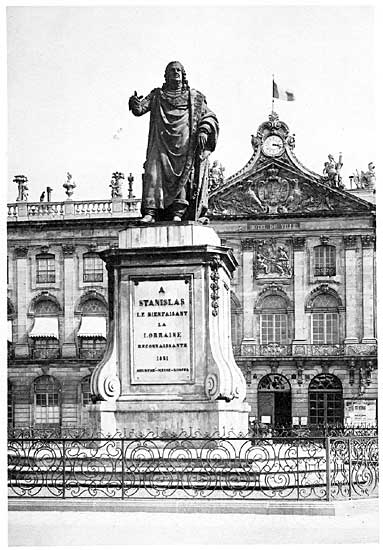
Place Stanislas, Nancy.
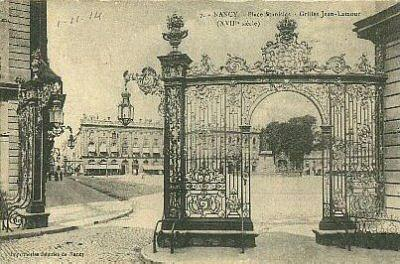
Place Stanislas, Nancy.
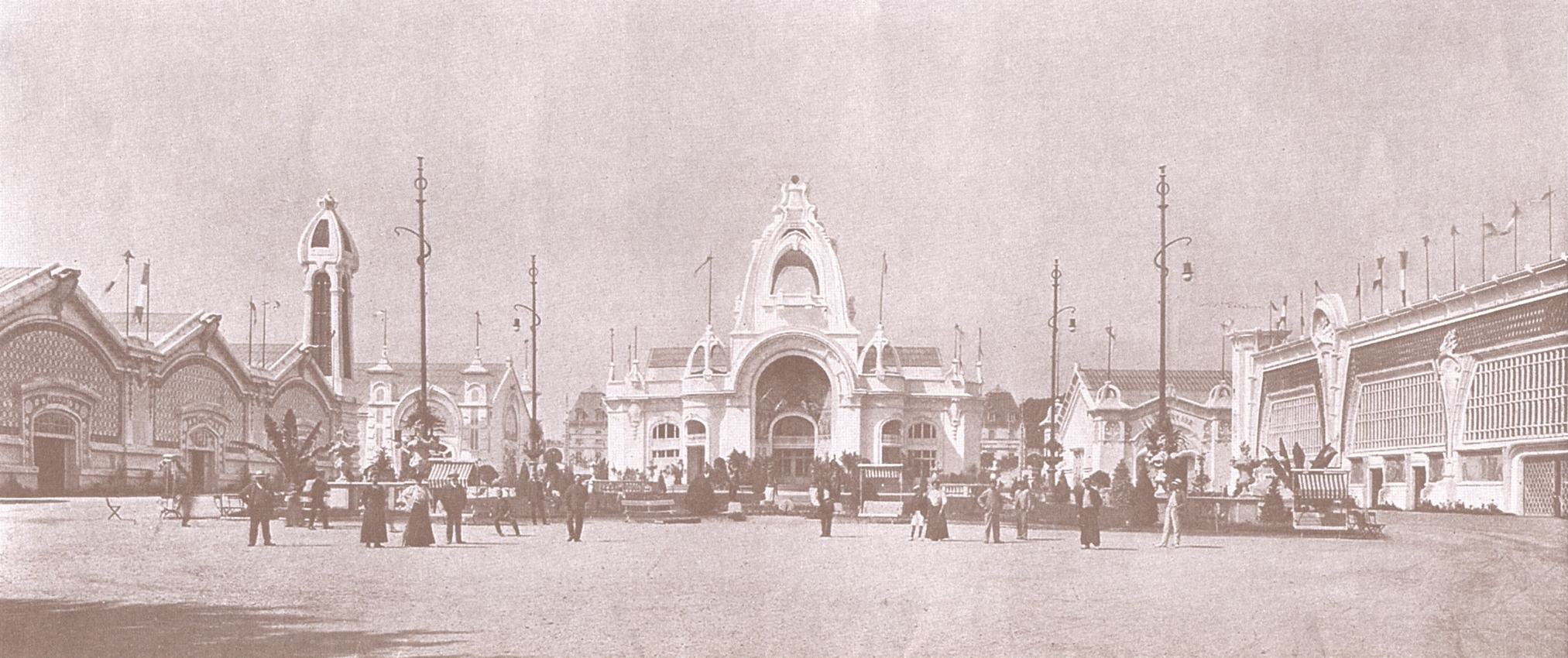
Vue générale des palais de l'Exposition internationale de l'Est de la France de 1909.

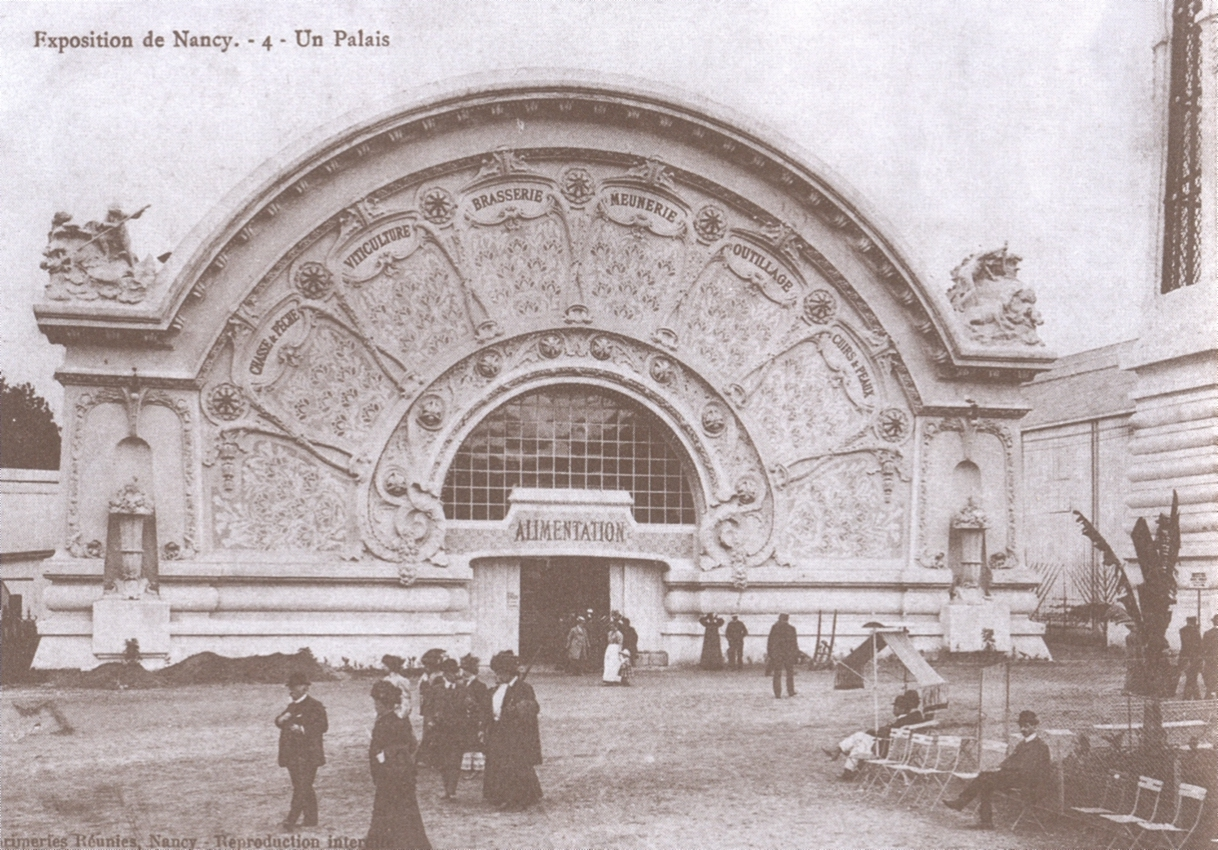
Un palais à l'Exposition internationale de l'Est de la France, 1909.
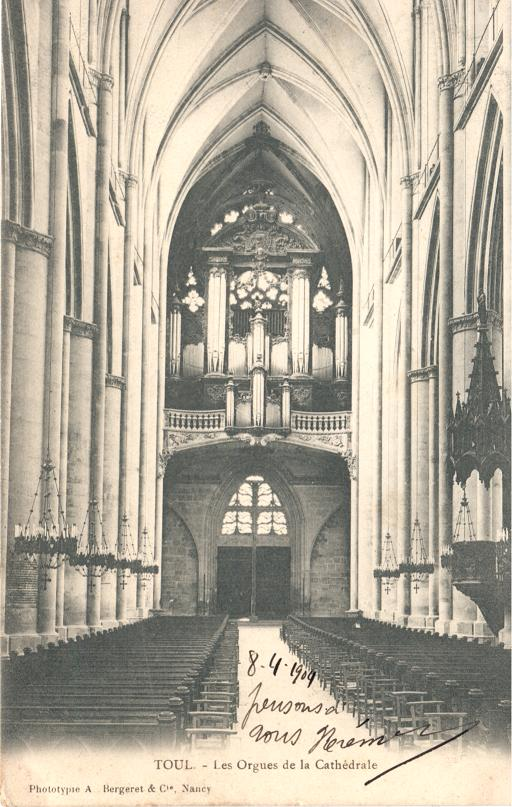
Grandes orgues Dupont de la cathédrale de Toul, 1909.